# Mamuju (Stadt)
Mamuju ist die Hauptstadt der indonesischen Provinz Westsulawesi und des Regierungsbezirks Mamuju. Sie liegt an der Straße von Makassar.

## Geographie
Die Stadt Mamuju liegt im gleichnamigen Distrikt Mamuju. Hauptstadt des Distrikts ist aber Binanga.
Die Stadt Mamuju liegt an der Westküste Sulawesis zwischen Palu und Makassar, am Südende der Bucht von Mamuju. Ihr vorgelagert befindet sich die Insel Karampuang. Zwischen der Insel und der Stadt liegt ein großes Riff. Das Stadtzentrum befindet sich zwischen den Mündungen der beiden Flüsse Karema und Mamuju. Die Umgebung ist von Hügeln und Wäldern geprägt. Die Region ist bekannt für eine natürliche Radioaktivität durch dort vorkommende Uranmineralien. Die Belastung kann bis zu 2.800 Nanosievert pro Stunde erreichen und ist die höchste in ganz Indonesien.

## Einwohner
2015 hatte der Distrikt Mamuju 65.954 Einwohner. 2010 waren es noch 55.105.
In der Region lebt das Volk der Mandar, die auch in der Stadt die Mehrheit bilden. Es sind traditionelle Fischer, Seefahrer und Händler. Minderheiten bilden die Bugis, Toraja, Makassaren und Javaner.
Muslime bilden die deutliche Mehrheit. Daneben finden sich aber auch Christen, die auch eigene Kirchen haben und kleine Gruppen von Buddhisten und die Hinduisten leben hier eine Mischform aus Adat (dem traditionellen Gewohnheitsrecht) und Islam.

## Geschichte

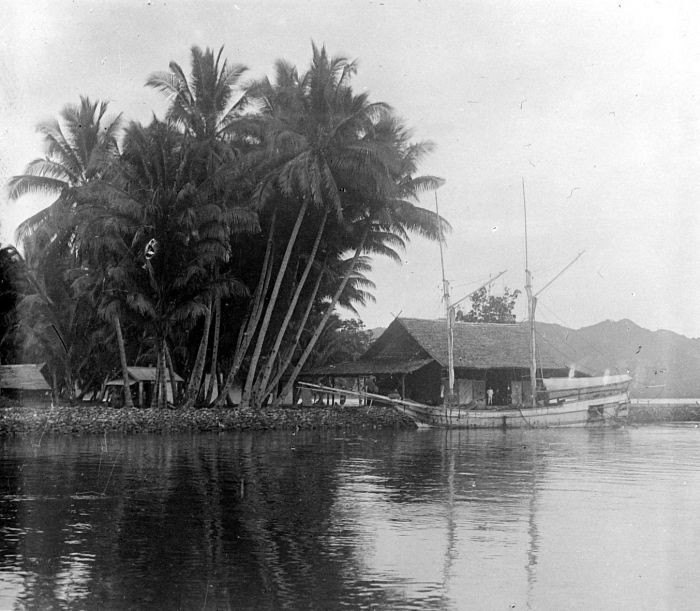
Landungspier von Mamuju in der Kolonialzeit

Als Gründungsdatum der Stadt gilt der 14. Juli 1540. Es soll die Gründung des Reiches von Mamuju wiedergeben. 1540 wurden dabei die Reiche Kurri-Kurri, Langgamonar und Managallang vereinigt. Der 14. als das Doppelte der Zahl Sieben und der Juli als siebter Monat im Jahr wurde aufgrund der kulturellen Bedeutung der Sieben in Mamuju gewählt.
Die Portugiesen nutzten Mamuju als Zwischenstation auf ihrer Handelsroute.
Am 15. Januar 2021 gab es ein Erdbeben der Stärke 6,2 MW 32 km südlich von Mamuju. Mindestens 105 Menschen starben, mehr als 6400 wurden verletzt. Zahlreiche Gebäude stürzten ein, zwei Krankenhäuser wurden beschädigt.

## Wirtschaft und Verkehr
Der IATA-Code des 30 Kilometer vom Stadtzentrum entfernten Mamuju’s Ahmad Kirang Airports in Tampa Padang lautet MJU. Er wird unter anderem von Makassar aus mit der Wings Air angeflogen. Im Nordwesten der Stadt liegt der Fährhafen.
In der Umgebung wird Landwirtschaft betrieben. Produkte sind Jackfrucht, Rambutan, Durian, Reis und Bananen.